# 8-bitars CPU
8-bitars CPU är en grupp processorer tillverkade av olika tillverkare där en utmärkande egenskap är att de huvudsakligen hanterar digital information i storlekar om 8-bitar i taget. Exempel på processorer i denna grupp är bl.a. Zilog Z80, Motorola 6800, MOS 6502 och Intel 8080.